# Ceraspis unguicularis
Ceraspis unguicularis är en skalbaggsart som beskrevs av Moser 1919. Ceraspis unguicularis ingår i släktet Ceraspis och familjen Melolonthidae. Inga underarter finns listade i Catalogue of Life.